# Shivaismus

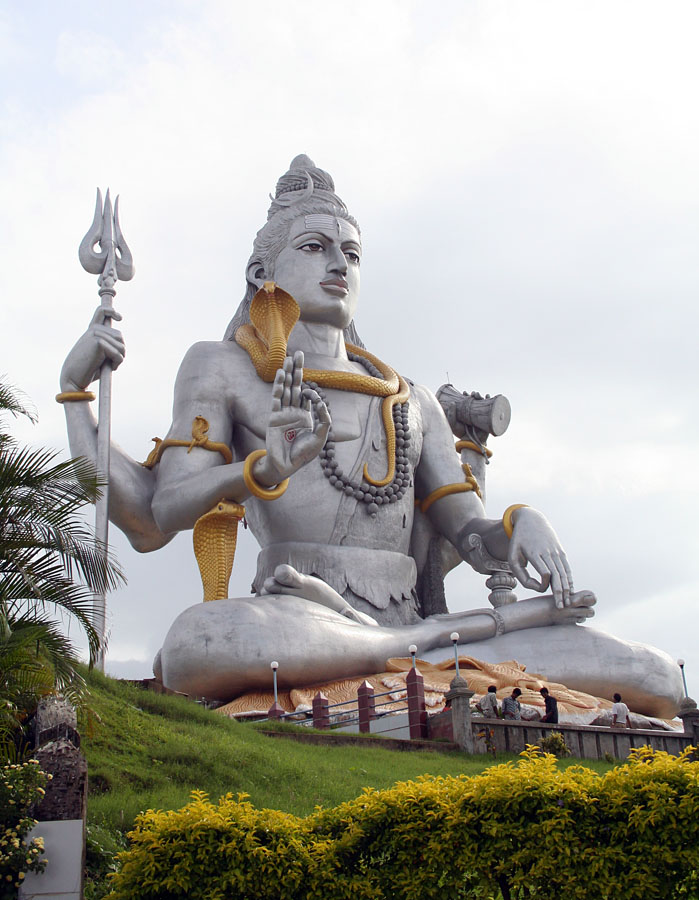
Shiva-Statue

Zum Shivaismus oder Shaivismus (von Sanskrit शैव Śaiva [ˈʃaiʋʌ] „zu Shiva gehörig“) zählen jene Richtungen des Hinduismus, in denen Shiva die zentrale Rolle als höchste Gottheit und Allwesen zukommt, der alle anderen Götter überragt und diese so wie das gesamte Universum aus sich hervorgehen lässt. Der Shivaismus ist eine Form der Religion, bei der Gott als gleichzeitig immanent und transzendent gedacht wird.
In der religiösen Praxis und den philosophischen Lehren ist Shivaismus keine einheitliche Religionsform. Unterschieden werden der episch-puranische Shivaismus, der vedisch-brahmanisch und volksreligiös ausgerichtet ist, und der esoterisch-sektarische Shivaismus, der eine Einweihung erfordert und in dem Brahmanen in der Minderheit sind.
So spielt der mythische Shiva der Puranas keine Rolle in Sekten des esoterischen Shivaismus, sondern Shiva erscheint hier als transzendent und wie bei den kaschmirischen Shaivas auch als monistisch, wobei das Ziel dieser Religion die Befreiung (Erlösung) und manchmal der Erwerb von Siddhis ist. Im Gegensatz hierzu wird z. B. im tamilischen Shaiva-Siddhanta Shiva als personale Gottheit gesehen, und Moksha als Identifikation mit dem personalen Gott.
Neben dem kultischen Shivaismus gibt es auch einen devotionalen und poetischen Shivaismus, der sich in Nachfolge bestimmter Mystiker entwickelte, wie z. B. die Bewegung der Lingayats oder Vira Shaivas.
Auch der Dashanami Sampradaya (siehe Hinduistische Orden), der im 8. Jh. n. Chr. von Shankara begründet wurde, wird von vielen zu den Shaivas gezählt, und einige Untergruppen sind eindeutig den Shaivas zuzuordnen. Die philosophische Ausrichtung dieser Gruppen ist ähnlich dem kaschmirischen Shivaismus vornehmlich monistisch. So ist die Hauptschrift der Juna Akhada, die Avadhuta Gita, ein radikal monistisches Werk.
Während der Vishnuismus hauptsächlich auf die liebende Verbundenheit von Mensch und Gott ausgerichtet ist (siehe Bhakti), legen einige Richtungen des Shivaismus großen Wert auf die Möglichkeit des Menschen, eins zu werden mit Gott. Einige Richtungen sehen die Erlösung im Erreichen eines Shiva-ähnlichen Zustandes und eines fortwährenden Kontaktes mit diesem. Die meisten shivaitischen Gruppierungen nehmen ein philosophisch-theologisches System als gültig an, das drei ewige Prinzipien kennt: Pati, der Herr (Shiva), Pashu, das Vieh (die individuelle Seele) und Pasha, die Fessel (die Materie und das Karma). Um in Kontakt mit Shiva zu kommen, muss sich Atman (vgl. Seele) von den Fesseln des Karma und der Materie befreien und dem Zustand des Shiva ähnlich werden, d. h. an seine Macht und sein Wissen heranreichen und der Möglichkeit des Leidens entronnen sein.

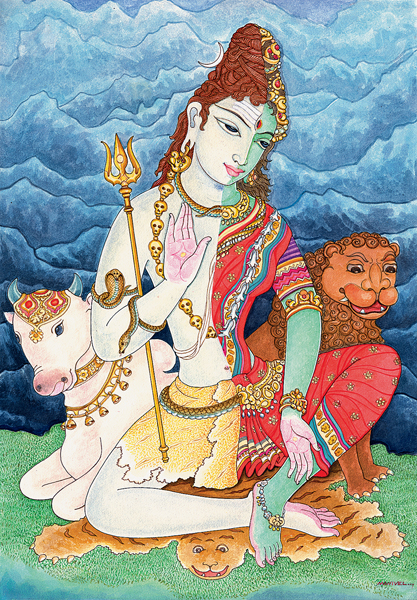
Shiva als Ardhanarishvara

Es gibt zahlreiche unterschiedliche shivaitische Gruppierungen, und viele von ihnen praktizieren Lehren des Yoga und des Tantra. Auch strenge antinomistische Askese ist gebräuchlich, z. B. unter den Kalamukhas und Kapalikas. Die Bewegung der asketischen Natha-Yogis, deren Ursprung ungeklärt ist, scheint Elemente des Buddhismus zu beinhalten.
Das Ziel der Natha-Yogis ist es den Zustand des Sahaja-Samadhi zu erreichen, in dem der Yogi in vollständiger Ruhe mit dem Universum eins ist und jeglichem Irdischen entrückt zugleich Shiva, Shakti, Lehrer, Schüler, Meditation, Meditationsobjekt und Meditierender ist.
Der Shivaismus beinhaltet sowohl differenzierte kultische Handlungen als auch komplexe philosophisch-theologische Systeme (vgl. Samkhya), die hier nur vereinfacht dargestellt werden können.
Es entwickelte sich eine shivaitische Literatur, die achtundzwanzig orthodoxe Agamas und ca. zweihundert zusätzliche Texte umfasst. Eine wesentliche Textquelle sind die Puranas. Der esoterische Shivaismus bezieht sich auf die Agamas und Tantras.
Der Shivaismus hat in Indien Millionen von Anhängern und Tausende von Tempeln und Klöstern. Er ist neben Shaktismus und Vishnuismus eine der drei Hauptrichtungen des Hinduismus, daneben gibt es noch die indische Volksreligion. Besonders populär ist er heute in Südindien sowie in Kaschmir.

## Geschichte
Der frühe Shivaismus lehnte sich in der Theologie an die der Vishnuiten an. Seine Frühformen entstanden unter Priestern des Yajurveda. Ab dem 4. Jahrhundert entwickelte er sich erst zu einer eigenständigen Richtung. Die Blütezeit des Shivaismus begann im 9. Jahrhundert und ab dem 10. Jahrhundert wurden noch heute bestehende Tempelanlagen in Südindien und Zentralindien angelegt. Die Hauptschulen des Shivaismus sind ab dem 10. Jahrhundert der Kaschmirische Shivaismus, Shaiva-Siddhanta, die Natha-Yogis und die Virashaivas. Die Blütezeit des Shivaismus dauerte bis zum 13. Jahrhundert.

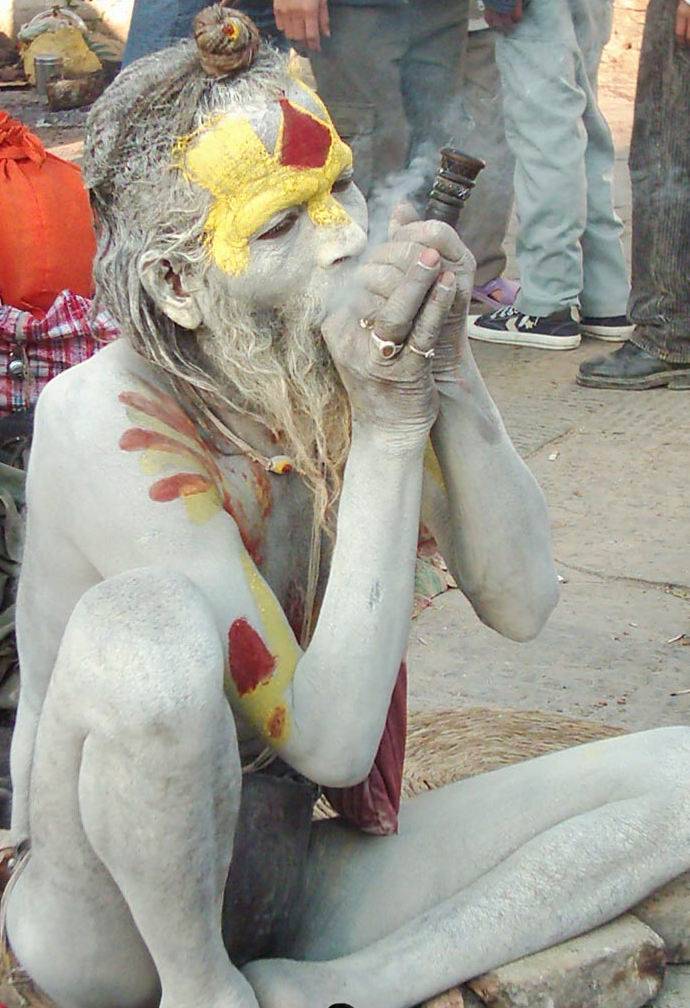
Sadhu während Shivaratri

## Der mythologische Shiva der Puranas
In den shivaitischen Kulten ist Shiva das höchste Wesen, das alle anderen Götter an Macht überragt und sie zudem erschaffen hat. Die Wesen und die Welt sind dem Wandel unterworfen, nur Shiva allein ist unvergänglich, ewig und die Fülle des Absoluten. Er ist der Urgrund des Daseins. Er trägt verschiedene Namen, die von seiner Größe zeugen wie Mahadeva (der Große Gott), Ishvara (der Herr), Maheshvara (der Große Herr), Prameshvara (der Höchste Herr). Trotz seiner Funktion als absolute Existenz und Allgott weisen die Mythen ihn jedoch immer auch als furchtbaren Gott und großen Asketen aus, der sich entsetzlichen Kasteiungen hingibt und der Natur verbunden ist. Er ist der Geist (Purusha), das Wesen der gesamten manifestierten Welt (Prakriti) und die Antriebskraft dieser Welt. Ihm allein ist es vorbehalten, die Welt entstehen und vergehen zu lassen. Nach dem von ihm periodisch herbeigeführten Weltuntergang bleibt nichts bestehen außer Shiva selbst, und zyklisch erschafft er neue Universen durch die Maya seines Yoga, aus der der Lotos entsteht, aus welchem Brahma hervortritt. Das gesamte Universum wird als aus dem Tanz des Shiva Nataraja entstehend und in ihm vergehend gedacht. Sein Tanz erhält die Welt und erlöst die Seelen. Er führt seinen Tanz von Göttern umgeben im Himalaya auf, als zehnarmiges von Dämonen und Devi umgebenes Wesen auf Leichenstätten und in den goldenen Hallen des Nataraja-Tempels von Chidambaram, dem Mittelpunkt des Universums. Sein Tanz symbolisiert seine fünffachen Qualitäten der Evolution: das Erhalten, das Zusammenziehen, das Verhüllen (der Seelen im Samsara), das gnadenreiche Annehmen der Gläubigen und das Schenken von Frieden und Erlösung. Er enthält als Absolutes die Paradoxa von ungebändigter, wilder und grausamer Natur und höchster Weisheit und tiefstem Frieden. In vielen Darstellungen wird der Gott als halb weiblich, halb männlich als Ardhanarishvara verehrt, der eins ist mit seiner Shakti, seiner weiblichen Seite.

## Kaschmirischer Shivaismus
Im kaschmirischen Shivaismus wird angenommen, die Lehre der Agamas sei eine Manifestation des Shiva, der höchsten Gottheit in Form transzendenter Worte, und das Universum sei die Essenz dieser Worte, die die Gedanken des Allgottes sind. Die höchste Realität wird hier als reines erkennendes Bewusstsein angenommen, das dem Universum als Selbst und inneres Wesen zugrunde liegt. Sie ist Shiva und Atman, unbeschreiblich, ewig, unendlich, transzendent und immanent, weder persönlich, noch sächlich. Jegliche Existenz ist ein Aspekt dieses immanenten und kinetischen Shiva, der sich in dem Seienden als die Urkraft, Shakti, manifestiert. Durch eine Vibration wird die Trennung von Erkennendem und Erkanntem hervorgebracht. In diesem System ist die Seele eins mit dem Allgott, erkennt dies aber nicht, solange sie durch den Einfluss der Maya unrein ist, so dass es das Ziel ist, diesen Schleier der Unwissenheit zu heben, um die Einheit mit dem höchsten Atman zu erkennen. Dazu ist ein Einblick in das wahre Wesen der Dinge notwendig, um einen umfassenden, objektlosen Zustand des reinen Selbst zu verwirklichen.

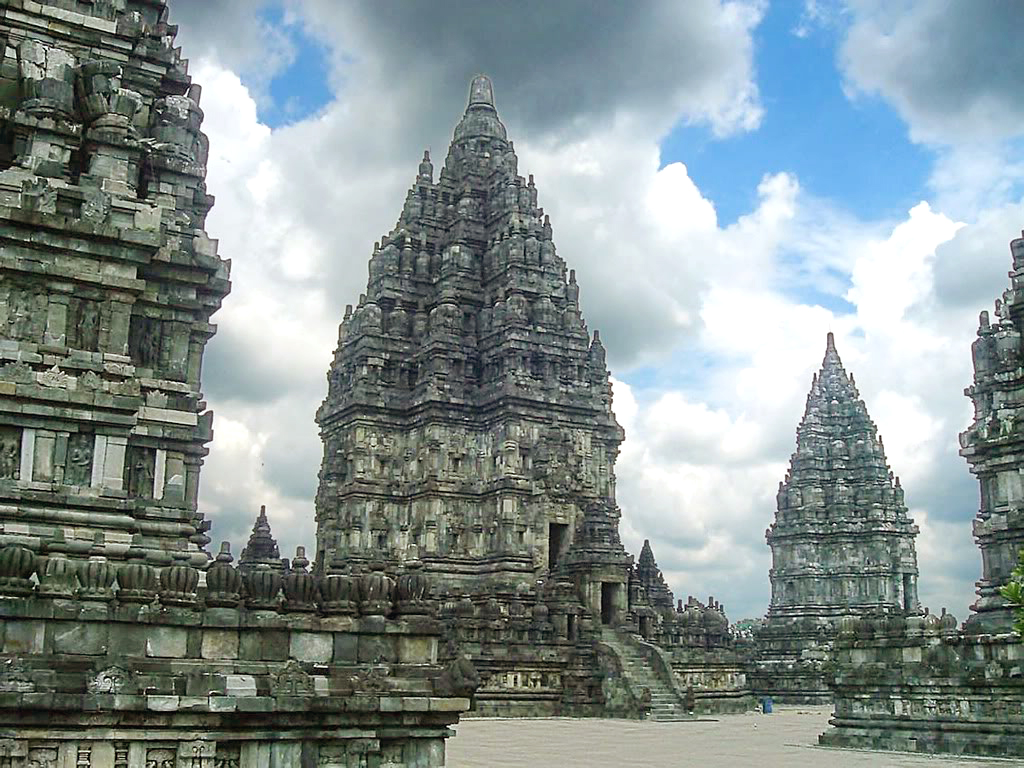
Shivaitischer Tempel

## Shaiva Siddhanta
In Südindien entwickelte sich der Shaiva-Siddhanta  im 8. bis 13. Jahrhundert. Siddhanta (सिद्धान्त siddhānta) bedeutet u. a. endgültige Absicht, endgültiges Ziel. Die heilige Literatur dieser Richtung besteht aus elf Sammlungen von Gedichten, dem im 10. oder 11. Jahrhundert redigierten Tirumurai, das von Shiva-Bhakti handelt und dem Periyapuranam, in dem das Leben shivaitischer Heiliger beschrieben wird. Die Texte werden den Kindern gelehrt und zuhause, in den Tempeln und während der Prozessionen gesungen. Der Shaiva-Siddhanta verwirft den Monismus und geht von einer ewigen Existenz der Seelen (Purusha) und der Welt (Prakriti) neben Gott aus. Dies basiert im Wesentlichen auf den Ideen der dualistischen Samkhya-Philosophie.

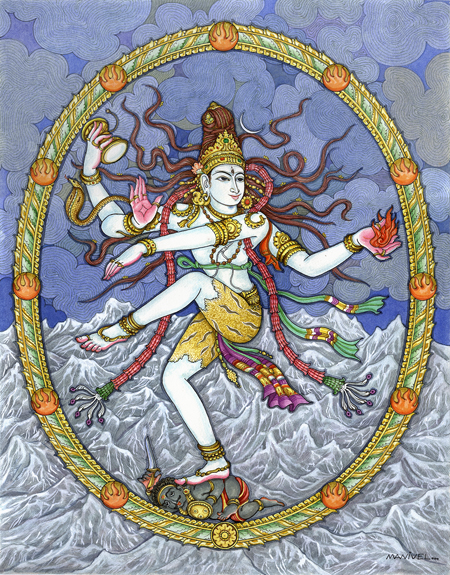
Nataraja

Im Gegensatz zu Shankaras Advaita Vedanta sind hier Shiva und Welt nicht identisch, existieren aber auch nicht unabhängig voneinander. Die Ursache der Welt ist die Maya, die Kraftsubstanz, durch die die Welt und alles Ungeistige hervorgerufen werden und dieses Dasein wird als Mayeya bezeichnet, welches Shiva aus der Maya entstehen ließ und in dem er durch seine Shakti wirkt. Die Seelen wurden dem Shaiva-Siddhanta gemäß in die Welt hineingesetzt, um es ihnen zu ermöglichen, die ihnen anhaftenden Unreinheiten abzulegen. Hier besteht ein Unterschied zu anderen Schulen, die annehmen, das Universum sei Shiva Natarajas Tanz, also sein Vergnügen. Die fünf Funktionen Shivas sind Evolution, Instandhaltung, Rückbildung (Involution), erbarmungsvolles Verurteilen zum Samsara und Reinigung und Assimilation der Seelen. Dass die Seelen sich als begrenzt erleben, wird durch Anavamala verursacht, Betörung und geistige Finsternis, die das Karma bedingen, welches die Seele an die Existenz fesselt.
Shiva ist Sat, Cit, Ananda, absolute Existenz, grenzenloses und allgegenwärtiges Wissen, bzw. kosmische Intelligenz und vollkommenen Seligkeit, bzw. absolute Harmonie. Shiva handelt in der Welt durch seine weibliche Energie, die Shakti. Die Reinigung der Seele, die nötig ist, um das Karma zu überwinden und das Anavamala zu beseitigen, um in den reinen Shuddha-Zustand zu gelangen, besteht aus drei Stufen:
1. der fromme Wandel, in dem die Seele einen Gottesdienst vornimmt, durch Winden von Blumengirlanden für den Gott, Lobpreisung, Anzünden von Lichtern, Tempelreinigung u. ä.
2. Kulthandlungen wie die Anbetung eines und Versenkung in ein Gottesbild und die Darbringung von Räucherwerk und
3. Yoga, d. h. Konzentration, Selbstbezwingung und Meditation mit dem Ziel der Erleuchtung

Dies bedeutet hier, dass Shiva seine Shakti als Arul-Shakti („Erleuchtung verleihende Shakti“) sendet und der Adept Shiva als transzendent und immanent erkennt und sich ihm hingibt in der Weise, dass auf eigene Individualität und Aktivität verzichtet wird und so das Karma aufgelöst wird. Es wird jedoch betont, dass hierzu ein Guru vonnöten ist, ein vollkommen erleuchteter Lehrer.
Abgesehen von Meditations-, Yoga- und Tantrapraxis der shivaitischen Yogis besteht der allgemeine in den Puranas beschriebene Shivaismus aus Andacht, Gebet, Mantrarezitation, Abhalten von Zeremonien und Ritualen in Tempeln und auf von Shiva bewohnten Bergen wie dem Kailash und dem Darbringen von Geschenken wie Blumen, Räucherwerk, Gewändern, Sonnenschirmen und ähnlichem.

## Natha-Yogis
Natha-Yoga (von Sanskrit नाथ Nātha „Meister, Herr, Gottheit“) ist eine indische Yoga-Lehre, die auf Gorakhnath zurückgeht. Natha-Yogis sind asketische Shivaiten und das Ziel dieser Yoga-Disziplin ist es, die höchste Realität, die Identität mit Shiva, zu erreichen. Die Bewegung der Natha-Yogis ging von Bengalen aus und breitete sich später auch nach Süden und Westen aus. Natha-Yogis praktizieren Hatha-Yoga und versuchen den Körper durch Yoga und Schulung der Willenskraft zu reinigen und letztendlich unsterblich zu werden. Auch Alchemie war unter den Natha-Yogis verbreitet. In dieser Schule werden Siddhas und bedeutende Lehrer als Gottheiten angesehen.
Natha-Yoga soll dazu dienen, den Körper zu reinigen und dadurch Jivanmukti (Befreiung im Leben) zu erreichen. Die Verunreinigungen werden als Ursache des Todes angesehen und Übungen des Kaya-Sadhana (Körperkultur) sollen helfen, den Tod zu besiegen.
Der Körper gilt so als ein Abbild des Kosmos und das Ziel ist es, alle Energie der Shakti am Ende der Wirbelsäule zu konzentrieren, durch die Sushumna und die Chakren zu leiten und im obersten Chakra Shakti mit Shiva zu vereinigen.
Natha-Yoga wird auch mittels heiliger Silben (Bija Mantra), die es für jedes Chakra gibt, ausgeführt, was dazu führen soll, dass der Yogi auf göttliche Vibrationen (Shabda) eingestimmt wird, woraufhin das Mantra in seinen unmanifestierten Ursprung zurückkehrt und durch das ganze Wesen vibriert.
Natha-Yoga verfügt über eine Fülle von Literatur, und viele Texte des Hatha-Yoga und späte Yoga-Upanishaden sind mit dieser verwandt. Manche Texte von Nathen sind als berühmteste Texte für yogische Praktika in der Welt angenommen. Unter denen Hathapradipika, Gherandasamhita, Shivasamhita, Gorakshashataka.

## Virashaivas
Die Virashaivas, die ab dem 12. Jahrhundert entstanden sind, bilden eine Richtung des Shivaismus, die sich vom brahmanischen Ritualismus gelöst hat und auch jegliche Form von Kasten ablehnt. Ebenso gibt es eine Gleichberechtigung von Männern und Frauen. Unter den Herrschern von Mysore wurde der Virashaivismus von 1350 bis 1610 Staatsreligion. Die Virashaivas führen mit sich eine Kapsel mit einem Shiva-Linga, weshalb sie auch Lingayats genannt werden.

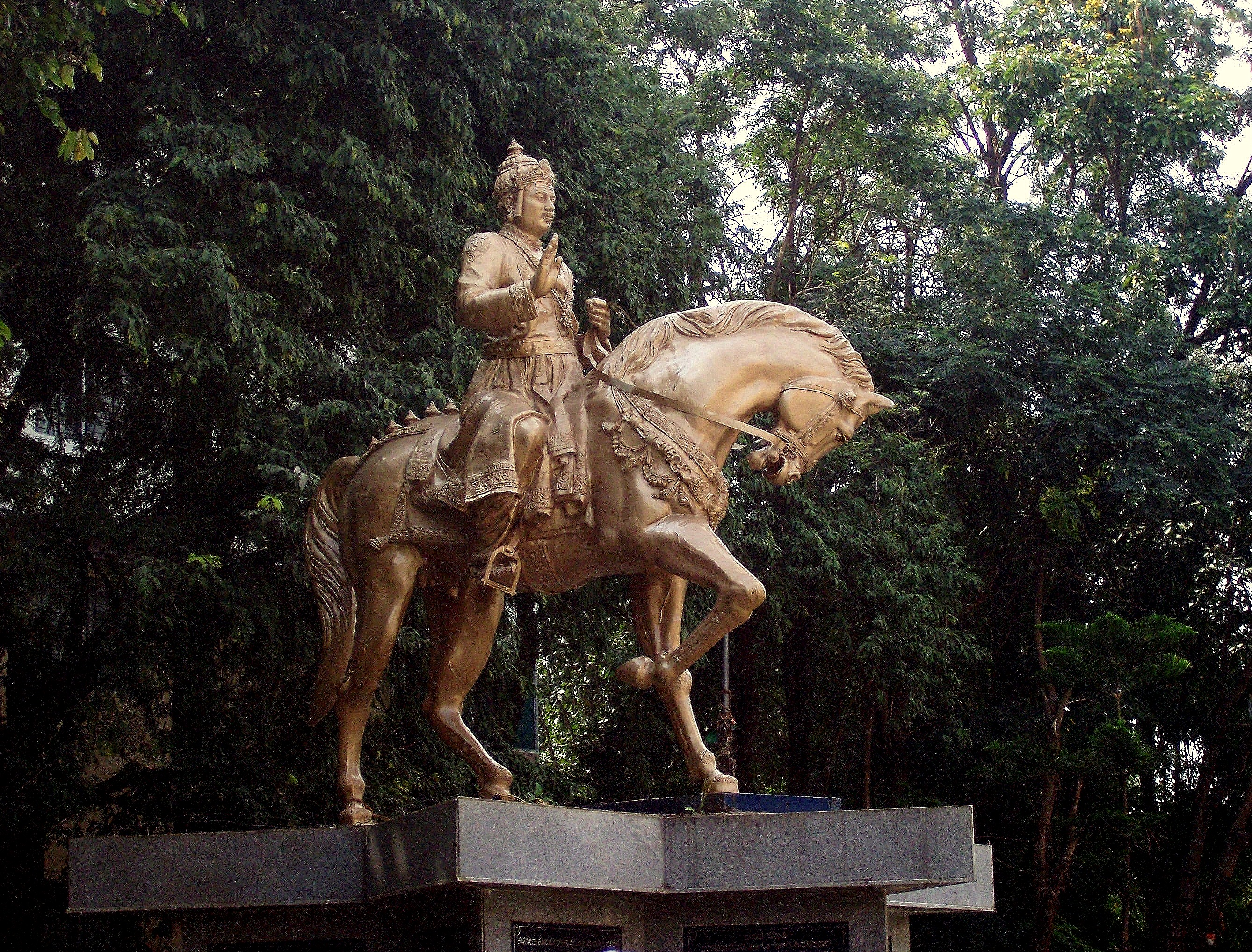
Statue von Basava in Bangalore

In dieser Religion sind Shankara und die monistische Lehre der Upanishaden prägend, jedoch wird dies auf Shiva als höchstes Sein bezogen (Shiva als Brahman selbst). Monismus bedeutet, dass Shiva das einzige Sein darstellt, auch in Bezug auf die Schöpfung und die Seelen. Shiva-Brahman ist mit den Attributen Sat, Chid, Ananda ausgestattet, Sein, Bewusstsein, Seligkeit.
Shakti wird als Shivas Kraft angesehen, und durch die Bewegung dieser Kraft entsteht ein Dualismus in Shiva, zwischen Shiva und der Schöpfung, welche aus der Welt und den Seelen besteht. Diese beiden werden Lingasthala (Shiva) und Angasthala (die Schöpfung) genannt. Shiva besteht hier aus drei Ebenen, dem reinen, nicht-dualen Sein, einer Manifestation, die nur vom Geist wahrgenommen werden kann und subtil ist, und dem physischen Linga, der am Körper getragen wird. Wie in den meisten tantrischen Schulen besteht die Existenz aus 36 Tattvas (Kategorien, Elementen), und Befreiung (Jivanmukti) bedeutet die Erkenntnis der Identität mit Shiva, die zu glückseliger Vereinigung mit diesem führt.
Die Virashaivas praktizieren Shiva-Bhakti und Yoga, und Gurus sind besonders wichtig, ebenso Ahimsa, Vegetarismus und Formen der Abstinenz. Es wird angenommen, dass ein lauterer und gläubiger Lebenswandel dazu führt, dass man sich im Tod mit Shiva vereint. Von besonderer Bedeutung ist das Mantra 'Om Namah Shivai'.
Als Gründer der Schule wurde Basava angenommen, der im 12. Jahrhundert gelebt hat, jedoch nehmen neuere Forschungen an, dass die Virashaiva-Schule schon ab dem 10. Jahrhundert bestanden haben könnte, da in Schriften von Rajasekhara eine shivaitische Yoga-Schule erwähnt wird, die stark dem heutigen Virashivaismus ähnelt und diese Yogis auch einen Linga tragen. Basava könnte somit auch ein Reformator und nicht Begründer der Schule gewesen sein.